# ترویوشی یتو
ترویوشی یتو (به انگلیسی: Teruyoshi Ito) بازیکن فوتبال اهل ژاپن و عضو تیم ملی فوتبال ژاپن است که در تاریخ ۰۸ ژوئن ۱۹۹۷ میلادی اولین بازی ملی‌اش را انجام داد. او در ۲۷ بازی ملی حضور داشت و آخرین بازی ملی خود را در تاریخ ۷ نوامبر ۲۰۰۱ میلادی انجام داد. ترویوشی یتو در بازی‌های ملی‌اش
گلی به ثمر نرساند.